# Blaueishütte
Il Blaueishütte è un rifugio alpino nel circo dello Hochkalter, nelle Alpi Centro-occidentali di Berchtesgaden, in Baviera, Germania. È il punto di partenza per la salita allo Hochkalter, nel parco nazionale di Berchtesgaden.

## Storia
Nel 1922 la sezione Hochland del Deutscher Alpenverein (DAV) aprì un bivacco alpino da 30 posti letto circa 100 metri più in alto dell'attuale posizione. L'anno seguente divenne evidente che quella posizione non era ottimale dopo che una valanga danneggiò il tetto dell'edificio. Successivamente una seconda struttura venne costruita vicino all'attuale sito dalla Wehrmacht.
La zona attirava molti turisti, specialmente nel periodo estivo, perciò per ordine del guardaboschi Georg Küßwetter, il rifugio fu distrutto da un incendio e furono fatti esplodere i muri di fondazione, per impedirne la ricostruzione. Il proposito di Küßwetter era allontanare i turisti dalla zona, perché riteneva che metessero a rischio la sua attività di caccia. Il processo contro il guardaboschi, nel 1952, ebbe grande risonanza mediatica.
Dopo che anche il bivacco della DAV fu distrutto a causa di una valanga di polvere, iniziò la costruzione del rifugio attuale, con il trasporto di materiali tramite elicotteri e l'aiuto di molti volontari. Il 28 luglio 1962 il Blaueishütte ricevette la benedizione del cardinale Julius August Döpfner, e il nuovo rifugio aprì al pubblico con 60 posti letto.

## Accessi
È possibile raggiungere a piedi il Blaueishütte partendo:
- da Hintersee (800 m), in 2 ore e 30 minuti;
- da Ramsau bei Berchtesgaden (700 m), in 3 ore.

## Ascensioni
Dal Blaueishütte è possibile salire sulle seguenti cime:
- Steinberg (2065 m), in 1 ora;
- Schärtenspitze (2153 m), in 1 ora e 15 minuti;
- Rotpalfen (2367), in 2 ore;
- Blaueisspitze (2480 m), in 2 ore e 30 minuti;
- Hochkalter (2606,9 m), in 3 ore e 30 minuti.